# Константин Дука (узурпатор)
Константин Дука (греч. Κωνσταντίνος Δούκας; IX век — 9 июня 913, Константинополь) — политический и военный деятель Византийской империи, претендент на трон.

## Биография
Происходил из семьи Дук. Начал карьеру в армии под началом своего отца Андроника Дуки. Впервые упоминается в письме в 904 году, когда он захватил слугу императора Льва VI — евнуха Самону. Дука подозревал евнуха в сговоре с арабами, однако по требованию императора отпустил его. Самона начал строить заговоры против Константина Дуки и его отца. В 906 году в результате интриг Самоны у Андроника Дуки произошёл конфликт с императором. Константин вместе с отцом укрылся в крепости Кабала. Здесь Дуки ждали помощи арабской династии Хамданидов, но помощь так и не пришла. В конце концов в 907 году Константин вместе с отцом бежал в Багдад.
Приблизительно в 910 году отец Константина умер. Константин не захотел переходить в ислам и вскоре бежал в Византию, где получил прощение от Льва VI. В 911 году император назначил его стратегом фемы Харсиан. Способствовал организации обороны против набегов арабов вглубь Малой Азии. Уже в 913 году император Александром назначил его доместиком схол. Участвовал в боях против арабов, которые пересекли границы империи по приказу халифа Аль-Муктадира. Сумел заставить их отступить.
6 июня 913 года император Александр умер. К Дуке обратился патриарх константинопольский Николай Мистик с предложением занять трон. Предложение поддержала значительная часть аристократов и горожан Константинополя. 8 июня Дука вошёл в столицу империи. 9 июня на Ипподроме он объявлен императором. Во главе отряда двинулся к Халкидонским воротам императорского дворца, где укрылся император Константин VII. В ходе вооружённой стычки с личной гвардией императора Константин Дука и его сын Григорий погибли. Другой сын, Стефан, был кастрирован.